# تاجیلی
تأجیلی (به انگلیسی: Tandjilé) یکی از منطقه‌های کشور چاد است. این منطقه در سال ۲۰۰۹ میلادی ۶۶۱٬۹۰۶ نفر جمعیت داشته‌است.